# Juan Usabiaga Lasquívar
Juan Usabiaga Lasquivar (* Sant Sebastià, 15 de novembre de 1879 - 16 de juny de 1953) fou un enginyer industrial i polític basc.

## Biografia
Es graduà com a enginyer a la Universitat de Barcelona en 1900 i completà estudis a l'Escola Politècnica de Zuric. El 1901 es traslladà a Madrid per treballar com a professor a l'Escola d'Enginyers. Dirigia el diari la Voz de Guipúzcoa.
Inicià la seva carrera política com a diputat a l'obtenir un escó en l'apartat de "Representants d'Activitats de la Vida Nacional" en les eleccions de 1927. Després de la proclamació de la Segona República Espanyola participaria en les eleccions de 1931 en representació del Partit Republicà Radical, obtenint un escó per la circumscripció de Guipúscoa. En 1933 fou nomenat director de la Fàbrica Nacional de Moneda i Timbre. Va ser ministre d'Agricultura entre el 29 d'octubre i el 14 de desembre de 1935 en el govern que va presidir Joaquín Chapaprieta. En 1936 es va retirar a Sant Sebastià.